# Eure-et-Loir
Eure-et-Loir (28; "Eure en Loir") is een Frans departement, gelegen in de regio Centre-Val de Loire. De prefectuur is Chartres.

## Geschiedenis
Het departement is een van de 83 departementen die tijdens de Franse Revolutie werden gecreëerd, op 4 maart 1790 door uitvoering van de wet van 22 december 1789, uitgaande van delen van de provincies Orléanais (Beauce), Perche (oostelijke deel) en Île-de-France (Drouais, Thymerais, Vallée de l'Avre, Hurepoix), rond de regio Chartrain.
Vanaf de 13e eeuw werd er aan wijnbouw gedaan in Beauce. In 1812 telde het departement nog 5.674 hectare aan wijngaarden. Dit liep terug tot 602 hectare in 1900 om bijna volledig te verdwijnen na de Eerste Wereldoorlog. Oorzaak was de aanvoer van wijn, die goedkoper en beter van kwaliteit was, uit het zuiden via het spoor.

De historische provincies van Eure-et-Loir
Kaart van het departement Eure-et-Loir (1790)
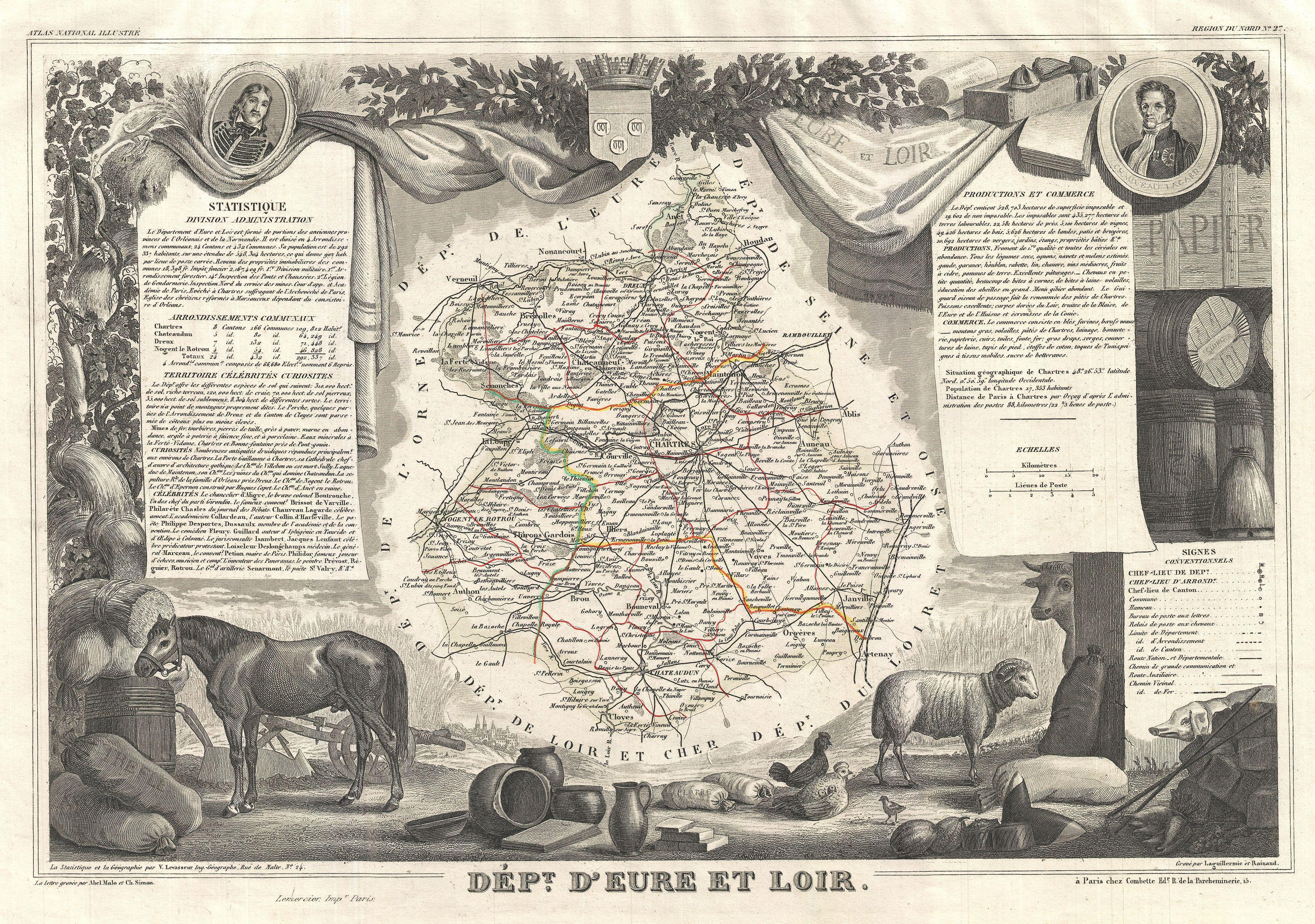
Kaart van het departement Eure-et-Loir (1852)

## Geografie
Eure-et-Loir is omgeven door de departementen Loir-et-Cher, Loiret, Essonne, Yvelines, Eure, Orne en Sarthe.
Eure-et-Loir bestaat uit de vier arrondissementen:
- Arrondissement Chartres
- Arrondissement Châteaudun
- Arrondissement Dreux
- Arrondissement Nogent-le-Rotrou

Eure-et-Loir heeft 15 kantons:
- Kantons van Eure-et-Loir

Eure-et-Loir heeft 365 gemeenten:
- Lijst van gemeenten in het departement Eure-et-Loir

## Demografie
De inwoners van Eure-et-Loir heten Euréliens.

### Demografische evolutie sinds 1962
| Naam         | Index 1962 | Index 1968 | Index 1975 | Index 1982 | Index 1990 | Index 1999 | Index 2008 | Index 2019 |
| ------------ | ---------- | ---------- | ---------- | ---------- | ---------- | ---------- | ---------- | ---------- |
| Eure-et-Loir | 100,0      | 108,9      | 120,8      | 130,8      | 142,8      | 147,0      | 152,7      | 155,2      |
| Frankrijk*   | 100,0      | 107,1      | 113,3      | 117,0      | 121,9      | 126,0      | 133,8      | 140,1      |

| Naam         | Inw./km² 1962 | Inw./km² 1968 | Inw./km² 1975 | Inw./km² 1982 | Inw./km² 1990 | Inw./km² 1999 | Inw./km² 2008 | Inw./km² 2019 |
| ------------ | ------------- | ------------- | ------------- | ------------- | ------------- | ------------- | ------------- | ------------- |
| Eure-et-Loir | 47,2          | 51,4          | 57,0          | 61,7          | 67,4          | 69,3          | 72,0          | 73,4          |
| Frankrijk*   | 84,2          | 90,1          | 95,4          | 98,5          | 102,7         | 106,1         | 112,7         | 119,7         |

Frankrijk* = exclusief overzeese gebieden
Bron: Recensement Populaire INSEE - 1962 tot 1999 population sans doubles comptes, nadien Population Municipale
Op 1 januari 2022 had Eure-et-Loir 432.950 inwoners.

### De 10 grootste gemeenten in het departement
| Nr. | Gemeente                       | Aantal inwoners (2022) |
| --- | ------------------------------ | ---------------------- |
| 1   | Chartres                       | 37.990                 |
| 2   | Dreux                          | 31.250                 |
| 3   | Lucé                           | 15.658                 |
| 4   | Châteaudun                     | 12.898                 |
| 5   | Vernouillet                    | 12.491                 |
| 6   | Mainvilliers                   | 10.950                 |
| 7   | Nogent-le-Rotrou               | 9.305                  |
| 8   | Luisant                        | 6.818                  |
| 9   | Auneau-Bleury-Saint-Symphorien | 6.354                  |
| 10  | Lèves                          | 5.701                  |

## Afbeeldingen

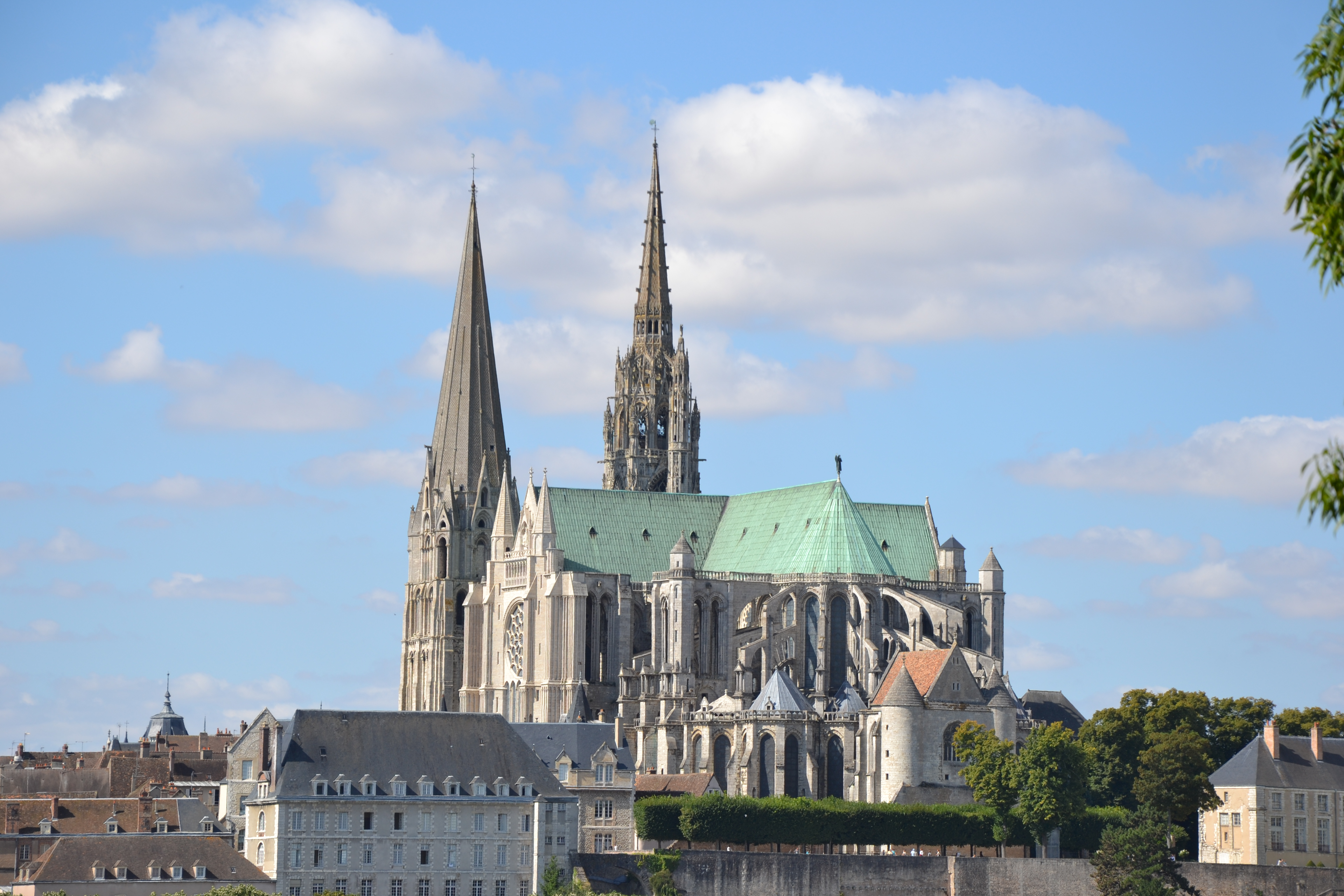
Kathedraal, Chartres
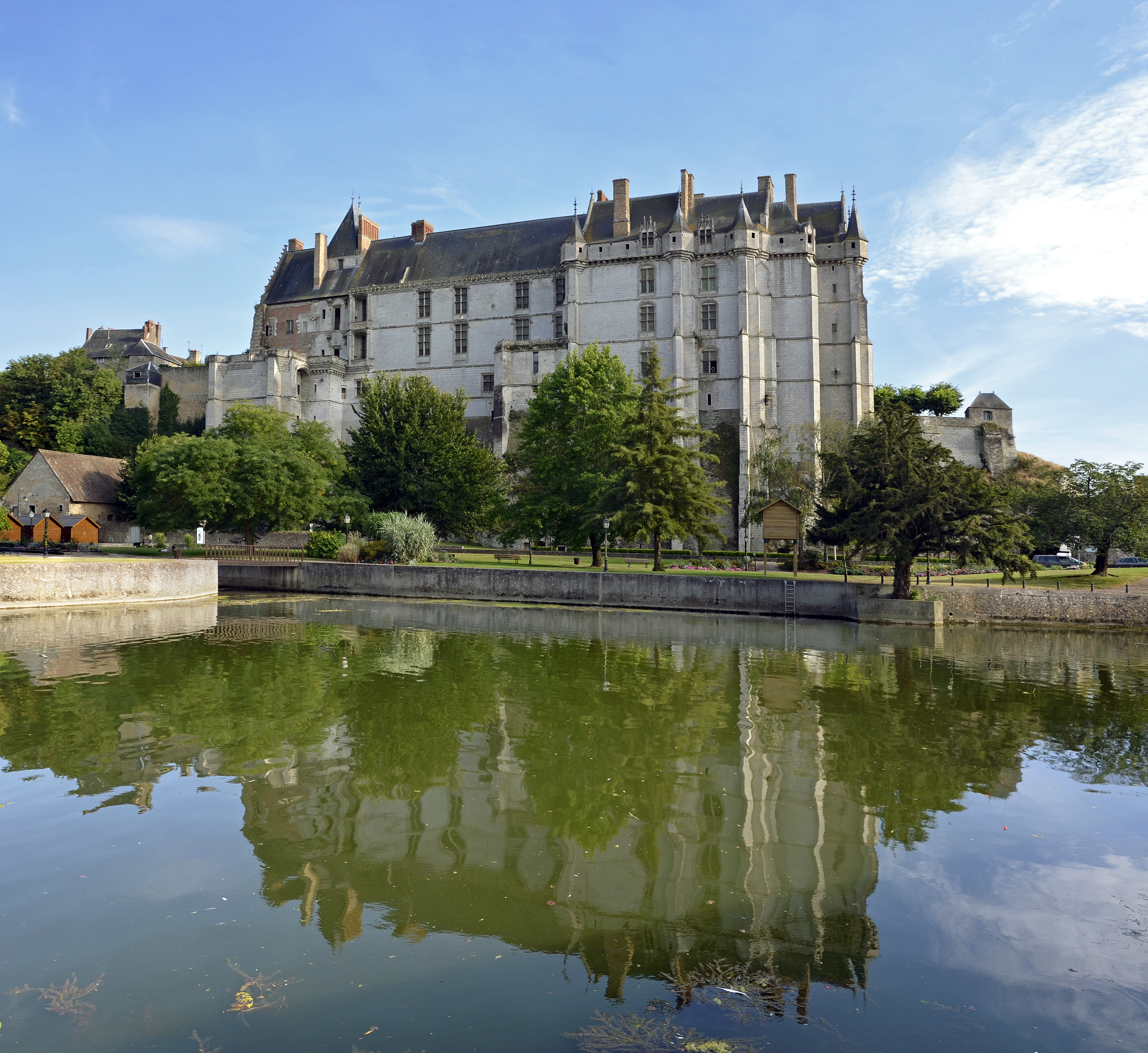
Kasteel van Châteaudun, Châteaudun
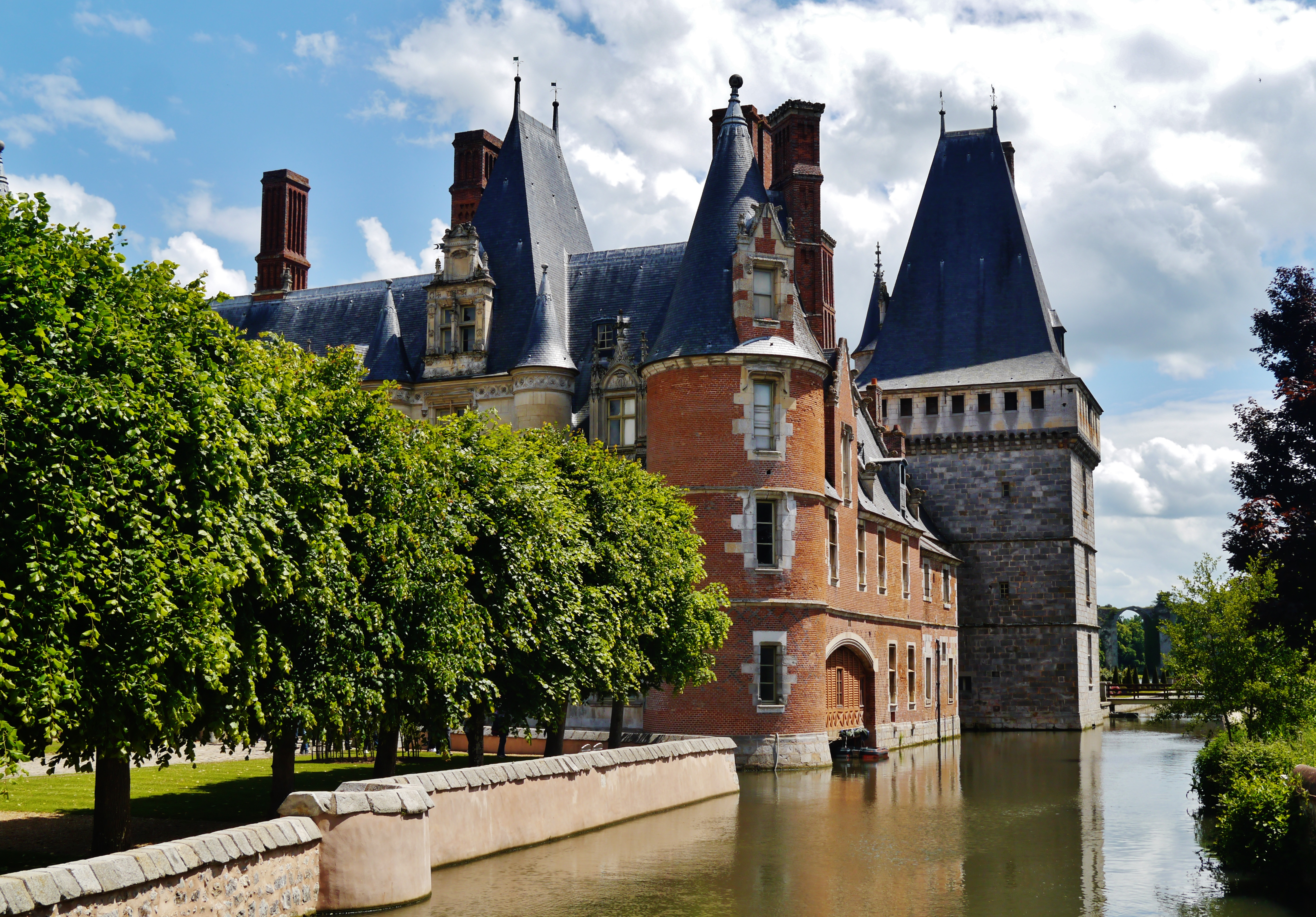
Kasteel, Maintenon
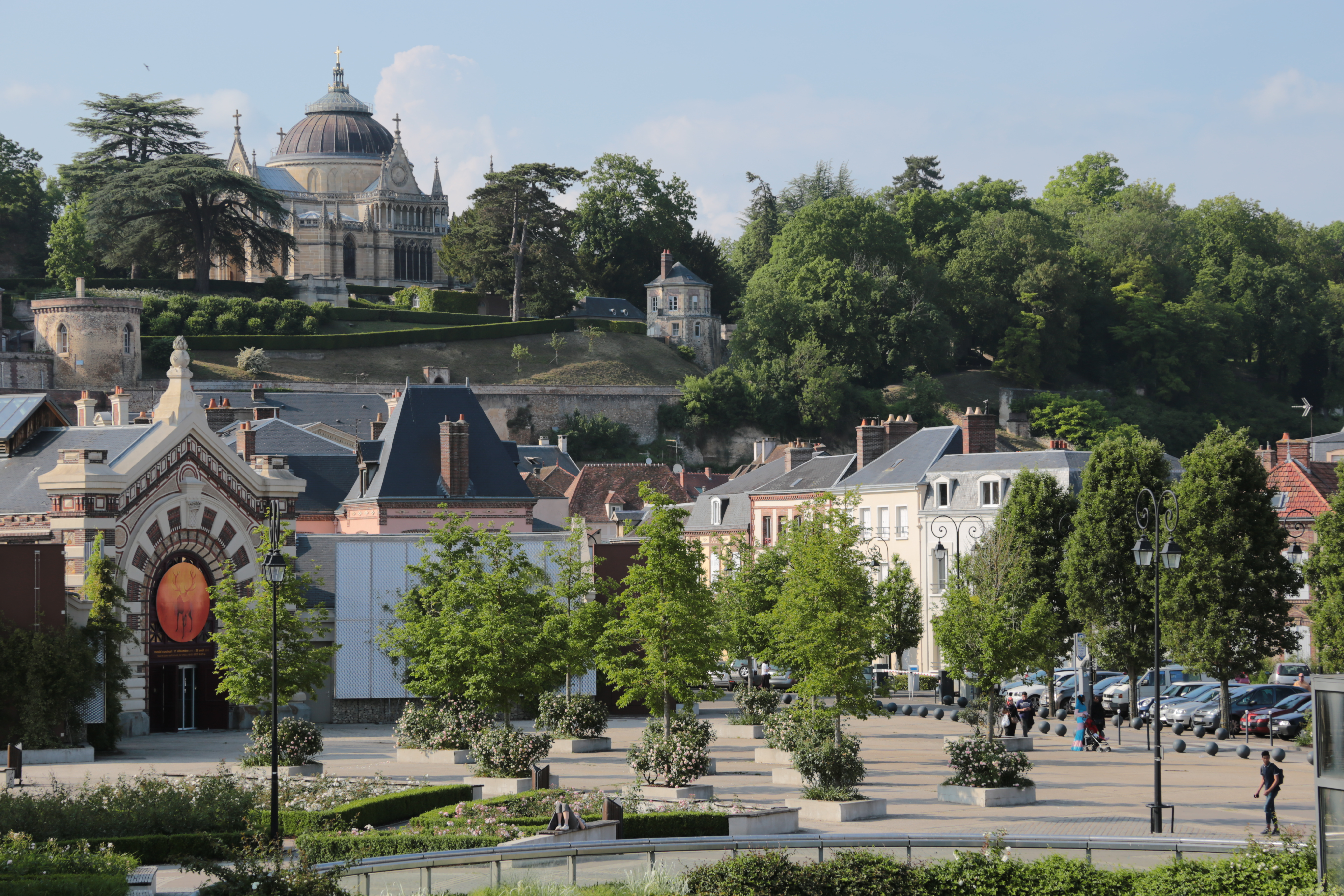
Dreux
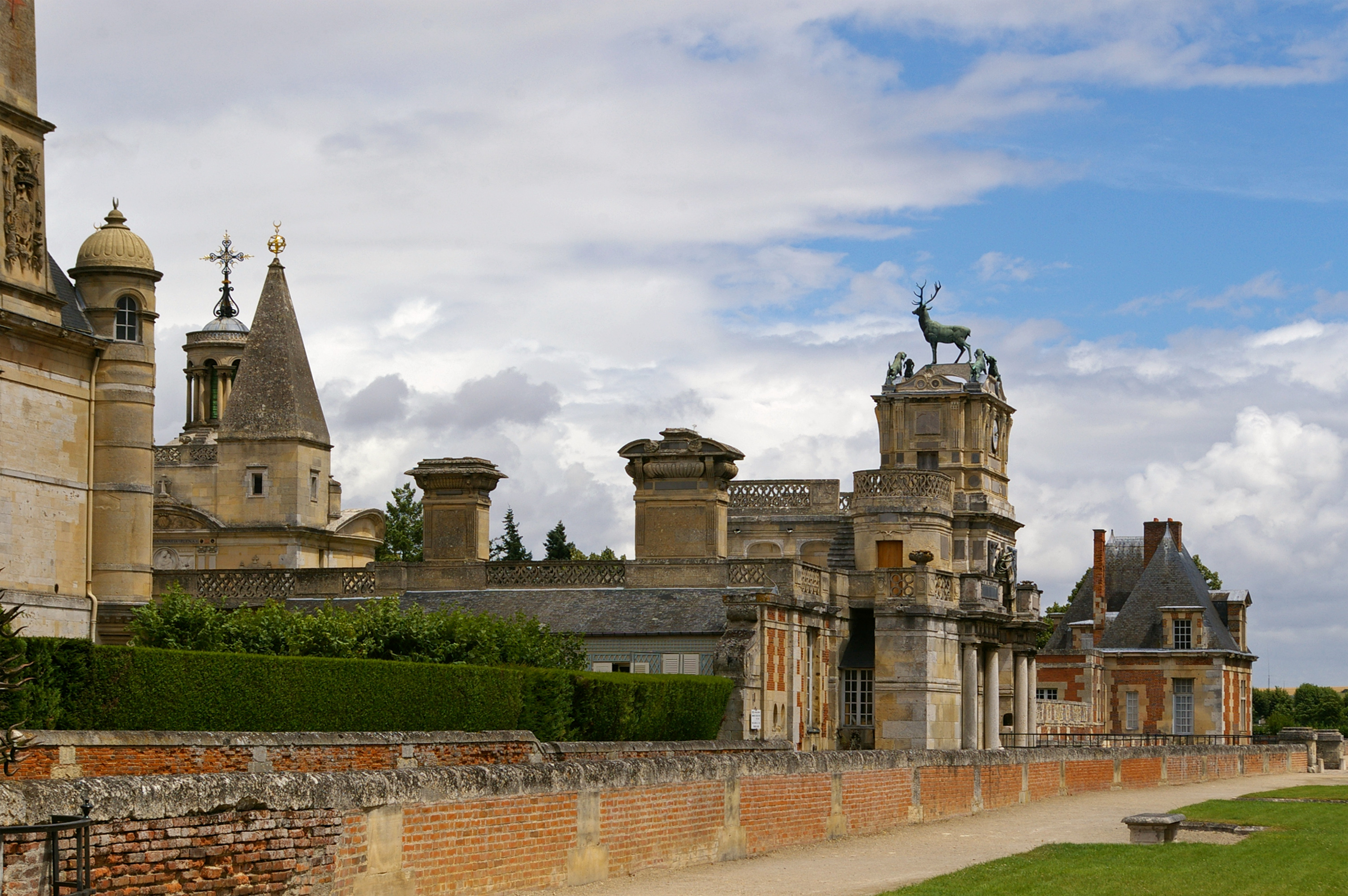
Kasteel, Anet